# 塞尔比茨
塞尔比茨（德語：Selbitz，發音：[ˈzɛlbɪts] ⓘ）是德国巴伐利亚州上弗兰肯行政区霍夫县的城市，面积27.74平方千米，2023年12月31日人口为4,274人。